# Mongolernas första invasion av Burma
Mongolernas första invasion av Burma var en serie militära konflikter och fälttåg från 1277 till 1287 mellan den mongolstyrda kinesiska Yuandynastin och kungariket Pagan, dagens Myanmar. De primära striderna var ett gränskrig 1277, och en mongolisk invasion 1283. Burmeserna kapitulerade slutligen 1287 efter en längre tids fredsförhandlingar.

## Bakgrund
På 1270-talet var mongolväldet i slutfasen av invasionen av Kina. 1271 bildade Khubilai khan Yuandynastin och etablerade huvudstaden Khanbalik (dagens Peking). Som en del i den utdragna invasionen av Kina erövrade mongolerna 1253 Dali, dagens Yunnan, varefter vägen var öppen till Indokina. Kungariket Pagan, dagens Myanmar, blev granne till det mongoliska imperiet.
Mongolerna krävde för första gången tribut från den burmesiska kungen Narathihapate 1271–1272. Narathihapate nekade, och Khubilai khan skickade ett andra sändebud 1273 med den burmesiska kungen avrättade ambassadörerna.

## Slagen vid Ngasaunggyan 1277 och 1283
Som en följd av burmesernas ovilja till underkastelse utbröt 1277 ett gränskrig mellan det mongoliska Yunnan och burmeserna. Striderna finns huvudsakligen dokumenterade i Yuandynastins historiekrönika Yuanshi och i Marco Polos reseberättelse. Händelsen beskrivs även knapphändigt i de burmesiska krönikorna.
De mongoliska styrkorna leddes av Nasr al-Din, som var guvernör i Yunnan. De burmesiska trupperna, med stridsutrustade elefanter, korsade gränsen mot Yunnan i området kring Baoshans dalar. Hästarna i det mongoliska kavalleriet blev skrämda av elefanterna, vilket ledde till att mongolerna tvingades strida från marken. Burmeserna tvingades slutligen till reträtt.
| ”                                   | Så snart Nestardin [Nasr al-Din] som förde befälet över storkanens trupper, fick kännedom om att konungen av Mien [Burma/Pagan] nalkades med en så stor styrka blev han, fast han var en tapper och skicklig officer, mycket förskräckt, ty han hade själv inte mer än tolvtusen man, visserligen beprövade och oförskräckta soldater, under sitt befäl, medan fienden hade sextiotusen utom elefanterna som var utrustade [...] | „ |
| – Från Marco Polos reseberättelser. | |   |

Enligt Yuanshi besegrades den burmesiska styrkan i april 1277. Slaget stod antingen vid dagens Baoshan eller Yingjiang i Yunnan, ett område som av burmeserna kallas Ngasaunggyan. Yuanshi berättar att de mongoliska styrkorna bestod av 700 man mot mer än 40 000 burmesiska soldater och 800 elefanter. Marco Polo berättar om 12 000 mongoliska soldater som möte 60 000 burmeser med 2 000 utrustade stridselefanter. Uppgifterna om 12 000 soldater i den mongoliska armen har bedömts rimliga.
I december 1277 ledde Nasr al-Din en styrka på 3 800 man som intog och förstörde fortet i Kaungsin som försvarade Bhamopasset. Från 1278 var mongolerna upptagne mad fälttåg på andra håll, och burmeserna utnyttjade mongolernas frånvaro och återuppbyggde sitt förvar vid Ngasaunggya.

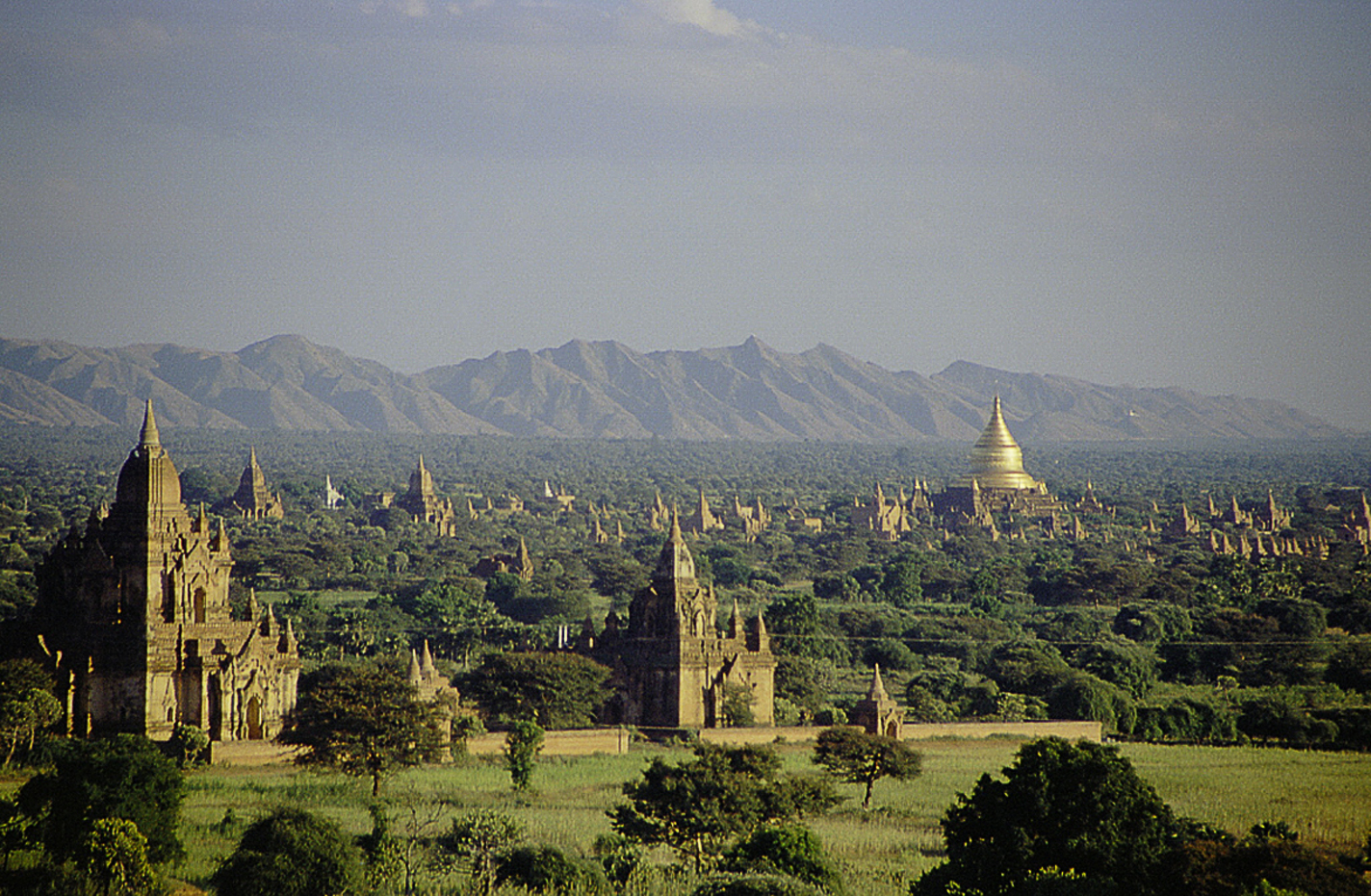
Tempel i Pagan.

1281 krävde Khubilai khan på nytt tribut från Burma, men burmeserna vägrade igen. Under 1282 förberedde Khubilai khan en förnyad invasion av Burma, och även en invasion av Vietnam. Den mongoliska planen var att bara erövra norra Burma, och inte erövra huvudstad Pagan. Invasionsstyrkan sattes samman av trupper från Khwarezm, turkfolk och från andra delar av Centralasien. Denna gången leddes de mongoliska soldaterna av prins Sangudar från Sichuan. Den burmesiska kung Narathihapate hade förberett en försvarsstyrka vid Ngasaunggyan. I september 1283 inledde mongolerna invasionen mot Ngasaunggyan. Det burmesiska fortet belägrades, och föll i december samma år. De mongoliska styrkorna intog även fortet vid Kaungsin (nära Bhamo). Därefter fortsatte de mongoliska trupperna söderut längs Irrawaddydalen och intog i februari 1284 Tagaung, varefter fälttåget avbröts och de lämnade området.
Burmeserna återvände till Tagaung i maj, men mongolerna gjorde en ny invasion i januari 1285 och återtog Tagaung. Mongolerna hade då ockuperat territoriet ner till Hanlin och Tagaung, och organiserade norra Burma som provinsen Zhengmian.

## Fred
Den burmesiska kungen flydde till Pathein i södra Burma, där det blev oroligheter med uppror och revolter. Läget var ohållbart för kungen, och i december 1285 inleddes fredsförhandlingar med mongolerna. Mongolerna accepterade vapenstillestånd i utbyte mot total underkastelse, och de enades i mars 1286. I juni skickade kung Narathihapate en beskickning till Yuandynastins huvudstad Khanbalik (dagens Peking). I januari 1287 togs beskickningen emot av Khubilai khan i Khanbalik. Burmeserna bekräftade Mongolernas suzeränitet över Burma, och accepterade att betala tribut i utbyte mot att mongolerna drog tillbaka sina trupper.

## Eftermäle
Kung Narathihapate mördades 1 juli 1287 av sin son, anarki utbröt och landet som splittrades utan något centralt styre.
På grund av det uppkomna kaoset gick guvernören i Yunnans  in i Burma och tågade mot dess huvudstad Pagan. Det råder oenighet bland historiker huruvida mongolerna intog Pagan, men de etablerade sig i Tagaung. Burma var då nära på helt upplöst, men mongolerna tog inte kontroll över regionen och försökte inte återskapa ordning i landet. Det tog till maj 1289 innan Narathihapate son Kyawswa lyckades ta kontroll över området runt Pagan. Mongolerna behöll kontrollen över provinsen Zhengmian i norra Burma.
I januari 1297 kapitulerade Kyawswa till Yuandynastins nya kejsare Temür khan, och kejsaren erkände Kyawswa som kung av Pagan. I december 1297 gjorde Kyawswas tre bröder statskupp och etablerade kungariket Myinsaing.